# Línea SE71 (Urbanos de Coslada-San Fernando de Henares)
La línea SE71 de la red de autobuses urbanos de San Fernando de Henares une la Avenida de Montserrat (Metro San Fernando) con la estación de Cercanías de San Fernando.

## Características
Esta línea lanzadera une la Avenida de Montserrat (Metro San Fernando) y la calle de José Alix Alix con la estación de Cercanías de San Fernando. Funciona desde el 27 de julio de 2024, por tiempo indefinido, con motivo del cierre por obras del tramo Barrio del Puerto-Hospital del Henares de la línea 7 de Metro.
Pese a ser una línea introducida por las obras de la línea 7 de Metro, su uso no es gratuito y está sujeto a la compra de un billete a bordo del autobús según las tarifas establecidas para la zona B1, o del uso de un abono de transporte.
La línea mantiene los mismos horarios todo el año (exceptuando las vísperas de festivo y festivos de Navidad).
Está operada por Avanza Movilidad Integral mediante la concesión administrativa VCM-201 - Madrid – Loeches – Arganda del Rey (Viajeros Comunidad de Madrid) del Consorcio Regional de Transportes de Madrid.

## Horarios
| Lunes a viernes laborables               |                                          |                                          |                                          |                                          |                                          |                                          |                                          |                                          |                                          |                                          |                                          |                                          |                                          |                                          |                                          |                                          |                                          |                                          |                                          |                                          |                                          |                                          |                                          |                                          |                                          |                                          |                                          |                                          |                                          |                                          |                                          |                                          |                                          |                                          |                                          |                                          |                                          |
| Metro San Fernando > FF.CC. San Fernando | Metro San Fernando > FF.CC. San Fernando | Metro San Fernando > FF.CC. San Fernando | Metro San Fernando > FF.CC. San Fernando | Metro San Fernando > FF.CC. San Fernando | Metro San Fernando > FF.CC. San Fernando | Metro San Fernando > FF.CC. San Fernando | Metro San Fernando > FF.CC. San Fernando | Metro San Fernando > FF.CC. San Fernando | Metro San Fernando > FF.CC. San Fernando | Metro San Fernando > FF.CC. San Fernando | Metro San Fernando > FF.CC. San Fernando | Metro San Fernando > FF.CC. San Fernando | Metro San Fernando > FF.CC. San Fernando | Metro San Fernando > FF.CC. San Fernando | Metro San Fernando > FF.CC. San Fernando | Metro San Fernando > FF.CC. San Fernando | Metro San Fernando > FF.CC. San Fernando | Metro San Fernando > FF.CC. San Fernando | FF.CC. San Fernando > Metro San Fernando | FF.CC. San Fernando > Metro San Fernando | FF.CC. San Fernando > Metro San Fernando | FF.CC. San Fernando > Metro San Fernando | FF.CC. San Fernando > Metro San Fernando | FF.CC. San Fernando > Metro San Fernando | FF.CC. San Fernando > Metro San Fernando | FF.CC. San Fernando > Metro San Fernando | FF.CC. San Fernando > Metro San Fernando | FF.CC. San Fernando > Metro San Fernando | FF.CC. San Fernando > Metro San Fernando | FF.CC. San Fernando > Metro San Fernando | FF.CC. San Fernando > Metro San Fernando | FF.CC. San Fernando > Metro San Fernando | FF.CC. San Fernando > Metro San Fernando | FF.CC. San Fernando > Metro San Fernando | FF.CC. San Fernando > Metro San Fernando | FF.CC. San Fernando > Metro San Fernando | FF.CC. San Fernando > Metro San Fernando |
| 06                                       | 07                                       | 08                                       | 09                                       | 10                                       | 11                                       | 12                                       | 13                                       | 14                                       | 15                                       | 16                                       | 17                                       | 18                                       | 19                                       | 20                                       | 21                                       | 22                                       | 23                                       | 00                                       | 06                                       | 07                                       | 08                                       | 09                                       | 10                                       | 11                                       | 12                                       | 13                                       | 14                                       | 15                                       | 16                                       | 17                                       | 18                                       | 19                                       | 20                                       | 21                                       | 22                                       | 23                                       | 00                                       |
| 00 10 20 30 40 50                        | 00 10 20 30 40 50                        | 00 10 20 30 40 50                        | 00 10 20 30 40 50                        | 00 10 20 30 40 50                        | 00 10 20 30 40 50                        | 00 10 20 30 40 50                        | 00 10 20 30 40 50                        | 00 10 20 30 40 50                        | 00 10 20 30 40 50                        | 00 10 20 30 40 50                        | 00 10 20 30 40 50                        | 00 10 20 30 40 50                        | 00 10 20 30 40 50                        | 00 10 20 30 40 50                        | 00 10 20 30 40 50                        | 00 10 20 30 40 50                        | 00 10 20 30 40 50                        | 00                                       | 00 10 20 30 40 50                        | 00 10 20 30 40 50                        | 00 10 20 30 40 50                        | 00 10 20 30 40 50                        | 00 10 20 30 40 50                        | 00 10 20 30 40 50                        | 00 10 20 30 40 50                        | 00 10 20 30 40 50                        | 00 10 20 30 40 50                        | 00 10 20 30 40 50                        | 00 10 20 30 40 50                        | 00 10 20 30 40 50                        | 00 10 20 30 40 50                        | 00 10 20 30 40 50                        | 00 10 20 30 40 50                        | 00 10 20 30 40 50                        | 00 10 20 30 40 50                        | 00 10 20 30 40 50                        | 00                                       |
| Sábados laborables, domingos y festivos  |                                          |                                          |                                          |                                          |                                          |                                          |                                          |                                          |                                          |                                          |                                          |                                          |                                          |                                          |                                          |                                          |                                          |                                          |                                          |                                          |                                          |                                          |                                          |                                          |                                          |                                          |                                          |                                          |                                          |                                          |                                          |                                          |                                          |                                          |                                          |                                          |                                          |
| Metro San Fernando > FF.CC. San Fernando | Metro San Fernando > FF.CC. San Fernando | Metro San Fernando > FF.CC. San Fernando | Metro San Fernando > FF.CC. San Fernando | Metro San Fernando > FF.CC. San Fernando | Metro San Fernando > FF.CC. San Fernando | Metro San Fernando > FF.CC. San Fernando | Metro San Fernando > FF.CC. San Fernando | Metro San Fernando > FF.CC. San Fernando | Metro San Fernando > FF.CC. San Fernando | Metro San Fernando > FF.CC. San Fernando | Metro San Fernando > FF.CC. San Fernando | Metro San Fernando > FF.CC. San Fernando | Metro San Fernando > FF.CC. San Fernando | Metro San Fernando > FF.CC. San Fernando | Metro San Fernando > FF.CC. San Fernando | Metro San Fernando > FF.CC. San Fernando | Metro San Fernando > FF.CC. San Fernando | Metro San Fernando > FF.CC. San Fernando | FF.CC. San Fernando > Metro San Fernando | FF.CC. San Fernando > Metro San Fernando | FF.CC. San Fernando > Metro San Fernando | FF.CC. San Fernando > Metro San Fernando | FF.CC. San Fernando > Metro San Fernando | FF.CC. San Fernando > Metro San Fernando | FF.CC. San Fernando > Metro San Fernando | FF.CC. San Fernando > Metro San Fernando | FF.CC. San Fernando > Metro San Fernando | FF.CC. San Fernando > Metro San Fernando | FF.CC. San Fernando > Metro San Fernando | FF.CC. San Fernando > Metro San Fernando | FF.CC. San Fernando > Metro San Fernando | FF.CC. San Fernando > Metro San Fernando | FF.CC. San Fernando > Metro San Fernando | FF.CC. San Fernando > Metro San Fernando | FF.CC. San Fernando > Metro San Fernando | FF.CC. San Fernando > Metro San Fernando | FF.CC. San Fernando > Metro San Fernando |
| 06                                       | 07                                       | 08                                       | 09                                       | 10                                       | 11                                       | 12                                       | 13                                       | 14                                       | 15                                       | 16                                       | 17                                       | 18                                       | 19                                       | 20                                       | 21                                       | 22                                       | 23                                       | 00                                       | 06                                       | 07                                       | 08                                       | 09                                       | 10                                       | 11                                       | 12                                       | 13                                       | 14                                       | 15                                       | 16                                       | 17                                       | 18                                       | 19                                       | 20                                       | 21                                       | 22                                       | 23                                       | 00                                       |
| 10 30 50                                 | 10 30 50                                 | 10 30 50                                 | 10 30 50                                 | 10 30 50                                 | 10 30 50                                 | 10 30 50                                 | 10 30 50                                 | 10 30 50                                 | 10 30 50                                 | 10 30 50                                 | 10 30 50                                 | 10 30 50                                 | 10 30 50                                 | 10 30 50                                 | 10 30 50                                 | 10 30 50                                 | 10 30 50                                 |                                          | 00 20 40                                 | 00 20 40                                 | 00 20 40                                 | 00 20 40                                 | 00 20 40                                 | 00 20 40                                 | 00 20 40                                 | 00 20 40                                 | 00 20 40                                 | 00 20 40                                 | 00 20 40                                 | 00 20 40                                 | 00 20 40                                 | 00 20 40                                 | 00 20 40                                 | 00 20 40                                 | 00 20 40                                 | 00 20 40                                 | 00                                       |

## Recorrido y paradas

### Sentido FF.CC. San Fernando
| Código | Denominación de parada                   | Líneas de la parada        | Conexión con Cercanías |
| ------ | ---------------------------------------- | -------------------------- | ---------------------- |
| 12593  | Av. Montserrat - Huesca                  | 281 282 283 284 285 1 SE71 |                        |
| 07297  | José Alix Alix - Av. Montserrat          | 281 282 284 285 1 SE71     |                        |
| 09972  | Estación Ferrocarril - Est. San Fernando | 287 SE71                   | San Fernando           |

### Sentido Metro San Fernando
| Código | Denominación de parada                   | Líneas de la parada        | Conexión con Cercanías |
| ------ | ---------------------------------------- | -------------------------- | ---------------------- |
| 09972  | Estación Ferrocarril - Est. San Fernando | 287 SE71                   | San Fernando           |
| 07245  | Av. Montserrat - José Alix Alix          | 281 1 SE71                 |                        |
| 12593  | Av. Montserrat - Huesca                  | 281 282 283 284 285 1 SE71 |                        |